# روبایکس (داکوتای جنوبی)
روبایکس (به انگلیسی: Roubaix) یک منطقهٔ مسکونی در ایالات متحده آمریکا است که در شهرستان لارنس، داکوتای جنوبی واقع شده‌است. روبایکس ۱٬۶۴۰٫۱۵ متر بالاتر از سطح دریا قرار دارد.